# Pakistan na Letnich Igrzyskach Olimpijskich 2020
Pakistan na Letnich Igrzyskach Olimpijskich 2020 reprezentowało 10 zawodników – siedmiu mężczyzn i trzy kobiety. Był to 18. start reprezentacji Pakistanu na letnich igrzyskach olimpijskich.

## Skład kadry

### Badminton
| Zawodnik       | Konkurencja        | Faza grupowa              | Faza grupowa              | Faza grupowa     | Pozycja | 1/8              | Ćwierćfinały     | Półfinały        | Finał            | Finał   | Źródło |
| Zawodnik       | Konkurencja        | Przeciwnik Wynik          | Przeciwnik Wynik          | Przeciwnik Wynik | Pozycja | Przeciwnik Wynik | Przeciwnik Wynik | Przeciwnik Wynik | Przeciwnik Wynik | Pozycja | Źródło |
| -------------- | ------------------ | ------------------------- | ------------------------- | ---------------- | ------- | ---------------- | ---------------- | ---------------- | ---------------- | ------- | ------ |
| Mahoor Shahzad | gra pojedyncza (k) | Yamaguchi 0:2(3-21, 8-21) | Gilmour 0:2(14-21, 14-21) | N/A              | 3.      | NQ               | NQ               | NQ               | NQ               | 15.     | [ 1 ]  |

### Judo
| Zawodnik          | Konkurencja | 1/16             | 1/8              | Ćwierćfinał      | Półfinał         | Repasaże         | Finał/ 3. miejsce | Finał/ 3. miejsce | Pozycja | Źródło |
| Zawodnik          | Konkurencja | Przeciwnik Wynik | Przeciwnik Wynik | Przeciwnik Wynik | Przeciwnik Wynik | Przeciwnik Wynik | Przeciwnik Wynik  | Przeciwnik Wynik  | Pozycja | Źródło |
| ----------------- | ----------- | ---------------- | ---------------- | ---------------- | ---------------- | ---------------- | ----------------- | ----------------- | ------- | ------ |
| Shah Hussain Shah | – 100 kg    | Darwish P 00-10  | NQ               | NQ               | NQ               | NQ               | NQ                | NQ                |         | [ 2 ]  |

### Lekkoatletyka
Konkurencje biegowe
| Zawodnik      | Konkurencja  | Eliminacje | Eliminacje | Półfinał | Półfinał | Finał | Finał   | Źródło |
| Zawodnik      | Konkurencja  | Wynik      | Miejsce    | Wynik    | Miejsce  | Wynik | Miejsce | Źródło |
| ------------- | ------------ | ---------- | ---------- | -------- | -------- | ----- | ------- | ------ |
| Najma Parveen | 200 m kobiet | 28,12      | 8.         | NQ       | NQ       | NQ    | NQ      | [ 3 ]  |

Konkurencje techniczne
| Zawodnik      | Konkurencja    | Eliminacje | Eliminacje | Finał | Finał   | Źródło |
| Zawodnik      | Konkurencja    | Wynik      | Miejsce    | Wynik | Miejsce | Źródło |
| ------------- | -------------- | ---------- | ---------- | ----- | ------- | ------ |
| Arshad Nadeem | rzut oszczepem | 85,16      | 3.         | 84,62 | 5.      | [ 4 ]  |

### Pływanie
| Zawodnik              | Konkurencja             | Eliminacje | Eliminacje | Półfinał | Półfinał | Finał | Finał   | Źródło |
| Zawodnik              | Konkurencja             | Czas       | Miejsce    | Czas     | Miejsce  | Czas  | Miejsce | Źródło |
| --------------------- | ----------------------- | ---------- | ---------- | -------- | -------- | ----- | ------- | ------ |
| Muhammad Haseeb Tariq | 100 m dowolnym mężczyzn | 53,81      | 62.        | NQ       | NQ       | NQ    | NQ      | [ 5 ]  |
| Bisma Khan            | 50 m dowolnym kobiet    | 27,78      | 56.        | NQ       | NQ       | NQ    | NQ      | [ 6 ]  |

### Podnoszenie ciężarów
| Zawodnik    | Konkurencja   | Rwanie | Rwanie  | Podrzut | Podrzut | Razem  | Pozycja | Źródło |
| Zawodnik    | Konkurencja   | Wynik  | Pozycja | Wynik   | Pozycja | Razem  | Pozycja | Źródło |
| ----------- | ------------- | ------ | ------- | ------- | ------- | ------ | ------- | ------ |
| Talha Talib | waga do 67 kg | 150 kg | 2.      | 170 kg  | 5.      | 320 kg | 5.      | [ 7 ]  |

### Strzelectwo
| Zawodnik               | Konkurencja                      | Kwalifikacje | Kwalifikacje | Półfinał | Półfinał | Finał | Finał   | Źródło |
| Zawodnik               | Konkurencja                      | Wynik        | Pozycja      | Wynik    | Pozycja  | Wynik | Pozycja | Źródło |
| ---------------------- | -------------------------------- | ------------ | ------------ | -------- | -------- | ----- | ------- | ------ |
| Gulfam Joseph          | pistolet pneumatyczny 10 m (m)   | 578          | 9.           | N\A      | N\A      | NQ    | NQ      | [ 8 ]  |
| Ghulam Mustafa Bashir  | pistolet szybkostrzelny 25 m (m) | 579          | 10.          | N\A      | N\A      | NQ    | NQ      | [ 9 ]  |
| Muhammad Khalil Akhtar | pistolet szybkostrzelny 25 m (m) | 572          | 15.          | N\A      | N\A      | NQ    | NQ      | [ 9 ]  |